# 橋出たより
橋出 たより（はしで たより、1964年7月23日 - ）は、日本の文筆家、詩人、エッセイスト。鎌倉ペンクラブ会員。神奈川県逗子市在住。

## 来歴
神奈川県鎌倉市生まれ。1983年に神奈川県立湘南高等学校を卒業。
慶應義塾大学文学部卒業後、大手新聞社系の出版社に勤務。1995年にエッセイストとして独立し、エッセイのほか、詩や童話なども執筆する。絵本『もんじゅのちえ』の文筆や、エイミー・ショア・フェリスの小説『グレーターグッド』の翻訳も手掛けた。

## 著書
- 『もんじゅのちえ』（聖教新聞社出版局、2009年9月）
- 『こども歳時記──母と子で読むにっぽんの四季<夏>編 』（第三文明社、2014年7月7日）
- 『こども歳時記──母と子で読むにっぽんの四季<秋>編 』（第三文明社、2014年10月1日）
- 『こども歳時記──母と子で読むにっぽんの四季<冬>編 』（第三文明社、2014年11月25日）
- 『こども歳時記──母と子で読むにっぽんの四季<春>編 』（第三文明社、2014年12月19日）
- 『学のゆりかご──母と娘のディスタンス』（春風社、共著、2021年5月14日）
- 『なぎさだより 〈逗子・葉山・鎌倉〉暮らし歳時記』（第三文明社、2023年2月21日）

## 翻訳
- エイミー・ショア・フェリス『グレーターグッド』（潮出版社、2006年）

## 連載
- 『ことばのサプリ』（毎日新聞）
- 『こども歳時記』（聖教新聞）